# NGC 2464
NGC 2464 – gwiazda potrójna znajdująca się w gwiazdozbiorze Rysia, widoczna na niebie pomiędzy galaktykami NGC 2463 i NGC 2469. Skatalogował ją Bindon Stoney (asystent Williama Parsonsa) 20 lutego 1851 roku jako zamgloną gromadę gwiazd. Poszczególne gwiazdy mają jasności obserwowane ok. 15m.